# Hünzingen
Hünzingen ist ein Stadtteil von Walsrode im Landkreis Heidekreis, Niedersachsen.

## Geografie
Das Dorf liegt nördlich des Hauptortes Walsrode in der Lüneburger Heide. Es besteht aus drei Siedlungsteilen, nämlich Hünzingen-Dorf, Hünzingen-Kolonie und Dreikronen. Durch den Ort verläuft die L 161.
Durch Hünzingen fließt der Rieselbach, welcher auch durch den Vogelpark Walsrode fließt und in die Böhme mündet.
In Hünzingen gibt es keine Straßenbezeichnungen, sondern nur Hausnummern, nach denen sich Einwohner, Postboten, Lieferanten und Besucher orientieren müssen.

## Geschichte
Am 17. September 1843 leitete der für das Amt Rethem zuständige gehende Förster und Gogrefe August Ruschenbusch (1783–1874) aus Fulde (Walsrode) die Jagd auf den letzten großen Wolf bei Dreikronen und erhielt eine Prämie von 50 Talern dafür.
Am 1. März 1974 wurde Hünzingen im Zuge der Gebietsreform in Niedersachsen in die Stadt Walsrode eingegliedert.

## Politik
Ortsvorsteherin ist zurzeit Andrea Bergmann.

## Kultur und Sehenswürdigkeiten
siehe Liste der Baudenkmale in Walsrode (Außenbezirke)#Hünzingen

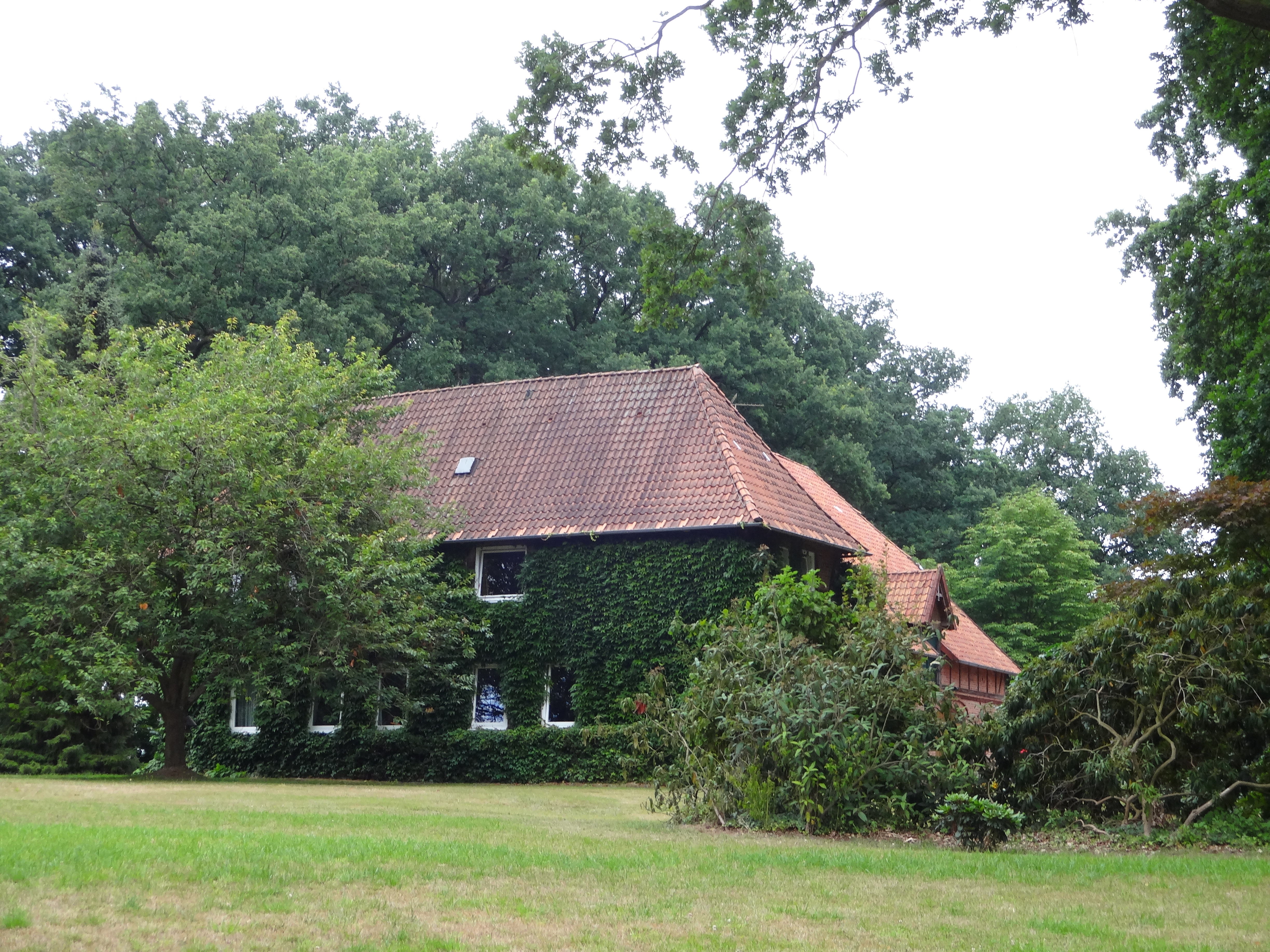
Herrenhaus